# Mercuryprogramma

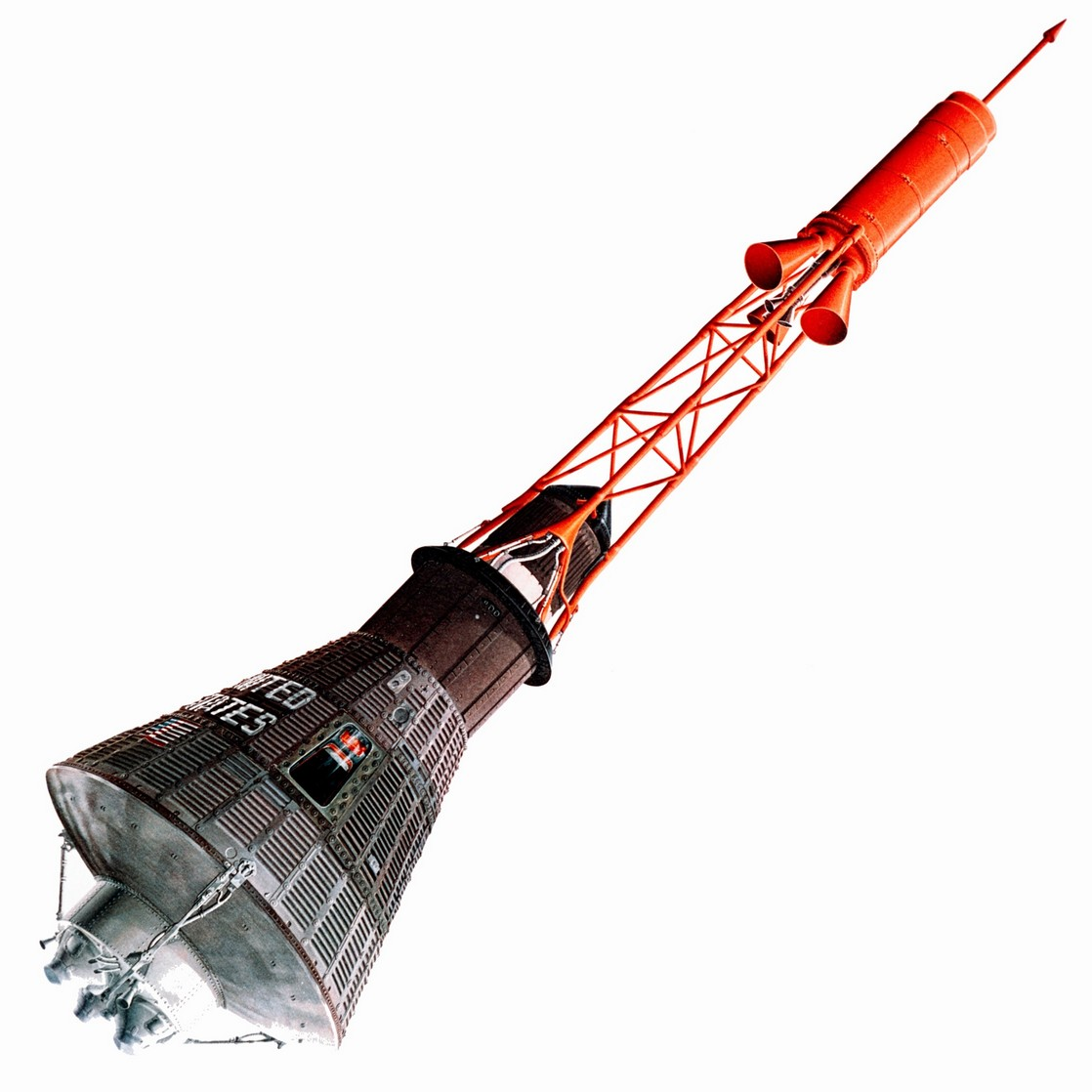
Mercurycapsule met de ontsnappingsraket er nog op

Het Mercuryprogramma van NASA was het eerste programma van de Verenigde Staten voor bemande ruimtevaart en had als doel de eerste Amerikaanse ruimtevaarders in een baan om de aarde te brengen, het functioneren en het gedrag van de mens in de ruimte te bestuderen en de capsule inclusief astronaut veilig op aarde te laten terugkeren.
Het enige verband tussen het Mercuryprogramma en de planeet Mercurius is dat ze allebei genoemd zijn naar de Romeinse god Mercurius.
In het kader van het Mercuryprogramma is vanaf 1959 een aantal onbemande en bemande ruimtevaartuigen gelanceerd. De onbemande lanceringen betroffen testvluchten, met in enkele gevallen een chimpansee aan boord.
De Mercurycapsules waren zeer kleine eenpersoonsruimtevaartuigen. Ze waren volledig vanaf de grond bestuurbaar, voor het geval dat de astronaut onwel zou worden.
Voor de Mercuryvluchten werden drie verschillende draagraketten gebruikt, de Little Joe, de Redstone, en de Atlas. De Little Joe- en de Redstone-raketten werden gebruikt voor suborbitale ruimtevluchten, de Atlasraketten voor vluchten in een baan om de aarde. De Atlasraketten waren oorspronkelijk bedoeld voor kernkoppen en moesten worden versterkt om de Mercurycapsules te kunnen dragen.
Voor de bemande Mercuryvluchten werden zeven voormalige testpiloten van de Amerikaanse luchtmacht geselecteerd, de zogenoemde Mercury Seven: Alan Shepard, Virgil Grissom, John Glenn, Scott Carpenter, Wally Schirra, Gordon Cooper en Donald Slayton. Zes van de zeven hebben een Mercuryvlucht uitgevoerd, Slayton werd op medische gronden afgekeurd maar heeft later gevlogen in het kader van het Apollo-Sojoez-testproject.
Daarnaast vonden twintig onbemande lanceringen plaats, die niet allemaal slaagden.

## Gunning en kosten
Op 26 november 1958 werd het programma officieel Project Mercury gedoopt, waarna op 9 december van datzelfde jaar een order voor negen Atlasraketten werd geplaatst. Vele bedrijven toonden interesse in de bouw van de capsule. Zo'n twintig bedrijven wilden een offerte uitbrengen, maar slechts elf daarvan deden dit daadwerkelijk voor de sluitingsdatum van 11 december 1958. Uiteindelijk gunde NASA de opdracht aan Douglas Aircraft Company, die op 1 april 1960 de eerste Mercurycapsule afleverde. De ideale capsulevorm bepaalde men aan de hand van windtunneltesten, waarin zeventig modellen werden beproefd.
Omgerekend naar het prijspeil van 1958 bedroegen de totale kosten van het Mercuryprogramma ruim 360 miljoen euro.

## Chronologie
Voor verklaring van de afkortingen die in de aanduidingen van de vluchten worden gebruikt, zie onderaan de lijst.
- 21 augustus 1959 - Mislukte lancering van de onbemande Mercury LJ-1. Door kortsluiting of statische elektriciteit ontbrandde de raketmotor van de capsule een half uur vóór de geplande lancering. De capsule rukte zich los van de Little Joe-draagraket die op het lanceerplatform bleef staan. Tijdens de vlucht van ongeveer 20 seconden werd door de capsule een hoogte van ongeveer 800 meter bereikt. Het oorspronkelijke doel van de vlucht was om het ontsnappingssysteem te testen dat bij bemande vluchten in werking moest treden als iets mis ging bij, of kort na, de lancering. Er werden later nieuwe pogingen gedaan om deze test uit te voeren, zie Mercury LJ-1A, LJ-2 en LJ-1B.
- 9 september 1959 - Lancering van de onbemande Mercury BJ-1. Een model van de Mercurycapsule werd succesvol getest, hoewel de draagraket niet goed functioneerde. Tijdens de vlucht van 13 minuten werd een hoogte bereikt van 153 kilometer en een afstand afgelegd van ruim 2400 kilometer. Bij terugkeer in de atmosfeer doorstond de capsule een temperatuur van meer dan 5500 graden Celsius.
- 4 oktober 1959 - Lancering van de onbemande Mercury LJ-6. Het was een gedeeltelijk geslaagde testvlucht van ruim 5 minuten met een model van de Mercurycapsule.
- 4 november 1959 - Lancering van de onbemande Mercury LJ-1A. De ruim 8 minuten durende vlucht was een herhaling van de mislukte vlucht Mercury LJ-1. De test slaagde niet helemaal.
- 4 december 1959 - Lancering van de Mercury LJ-2 met aan boord het aapje Sam. De ruim 11 minuten durende vlucht was de tweede, en deze keer geslaagde, herhaling van de vlucht Mercury LJ-1.
- 21 januari 1960 - Lancering van de Mercury LJ-1B met aan boord het aapje Miss Sam. De 8,5 minuten durende vlucht was de derde, en weer geslaagde, herhaling van de vlucht Mercury LJ-1.
- 9 mei 1960 - Lancering van de onbemande Mercury BA-1.
- 29 juli 1960 - Lancering van de onbemande Mercury MA-1.
- 8 november 1960 - Lancering van de onbemande Mercury LJ-5.
- 21 november 1960 - Lancering van de onbemande Mercury MR-1.
- 19 december 1960 - Lancering van de onbemande Mercury MR-1A.
- 31 januari 1961 - Lancering van de Mercury MR-2 met aan boord de chimpansee Ham.
- 21 februari 1961 - Lancering van de onbemande Mercury MA-2.
- 18 maart 1961 - Lancering van de onbemande Mercury LJ-5A.
- 24 maart 1961 - Lancering van de onbemande Mercury MR-BD. Deze kwam in plaats van de oorspronkelijk geplande vlucht Mercury MR-3, de eerste bemande Mercuryvlucht. Als die vlucht was doorgegaan, dan was Alan Shepard de eerste mens in de ruimte geweest, drie weken vóór Joeri Gagarin. Dat ging echter niet door omdat Wernher von Braun, tegen de wens van Shepard en anderen bij NASA, aandrong op een extra onbemande proefvlucht vanwege problemen met de stuwraket bij de vluchten Mercury MR-1A en Mercury MR-2.
- 25 april 1961 - Lancering van de onbemande Mercury MA-3.
- 28 april 1961 - Lancering van de onbemande Mercury LJ-5B.
- 5 mei 1961 - Lancering van de Mercury MR-3 (Freedom 7), de eerste bemande ruimtevlucht in het kader van het Mercuryprogramma. Tijdens deze vlucht werd Alan Shepard de eerste Amerikaan in de ruimte. Het was een zogenoemde ballistische vlucht die ongeveer een kwartier duurde, maar daarbij werd wel een hoogte van meer dan 100 km bereikt, waardoor het geldt als een officiële ruimtevlucht.
- 21 juli 1961 - Lancering van de Mercury MR-4 (Liberty Bell 7), de tweede bemande Mercuryvlucht. Aan boord was Virgil Grissom de tweede Amerikaan in de ruimte. Evenals Mercury MR-3 betrof dit een korte ballistische vlucht. Na de landing in de Atlantische Oceaan zonk de capsule naar de bodem, maar Grissom werd gered.
- 13 september 1961 - Lancering van de onbemande Mercury MA-4.
- 1 november 1961 - Lancering van de onbemande Mercury MS-1.
- 29 november 1961 - Lancering van de Mercury MA-5 met aan boord de chimpansee Enos.
- 20 februari 1962 - Lancering van de Mercury MA-6 (Friendship 7), de derde bemande Mercuryvlucht. Tijdens deze vlucht van bijna 5 uur werd John Glenn de derde Amerikaan in de ruimte, en bovendien de eerste in een baan om de aarde.
- 24 mei 1962 - Lancering van de Mercury MA-7 (Aurora 7), de vierde bemande Mercuryvlucht. Aan boord was Scott Carpenter; hij vloog tijdens deze vlucht van bijna 5 uur driemaal rond de aarde. Bij de landing raakte de capsule enigszins uit koers, waardoor de capsule zo'n 400 km naast de beoogde plek terechtkwam.
- 3 oktober 1962 - Lancering van de Mercury MA-8 (Sigma 7), de vijfde bemande Mercuryvlucht. Aan boord was Wally Schirra en hij vloog tijdens deze vlucht van ruim negen uur zesmaal rond de aarde. De capsule landde in de Grote Oceaan, de andere waren tot dan toe in de Atlantische Oceaan geland.
- 15 mei 1963 - Lancering van de Mercury MA-9 (Faith 7), de zesde en laatste bemande Mercuryvlucht. Aan boord was Gordon Cooper. Deze vlucht duurde ruim 2 dagen en 10 uur, veel langer dan de andere bemande Mercuryvluchten.
- 12 juni 1963 - NASA-directeur James Webb meldt aan het Amerikaans Congres dat het Mercuryprogramma is afgerond.
- 1994 - Een poging om de capsule van de Mercury MR-4 (Liberty Bell) te bergen mislukt.
- 20 juli 1999 - Na 38 jaar op de bodem van de Atlantische Oceaan te hebben gelegen, wordt de capsule van de Mercury MR-4 geborgen door een team onder leiding van Curt Newport.

Verklaring van de afkortingen die in de aanduidingen van de vluchten worden gebruikt
- BA - Beach Abort
- BJ - Big Joe
- LJ - Little Joe
- MA - Mercury Atlas
- MR - Mercury Redstone
- MS - Mercury Scout

De zevende bemande Mercuryvlucht, Mercury MA-10, werd afgelast omdat ruimtevaarder Donald Slayton werd afgekeurd wegens hartruis. Na Mercury startten de Amerikanen met het Geminiprogramma.
Het Mercuryprogramma werd in 1983 verfilmd als The Right Stuff door regisseur Philip Kaufman, met in de hoofdrollen Sam Shepard, Scott Glenn, Ed Harris, Dennis Quaid, Fred Ward, Barbara Hershey, Kim Stanley en Veronica Cartwright.

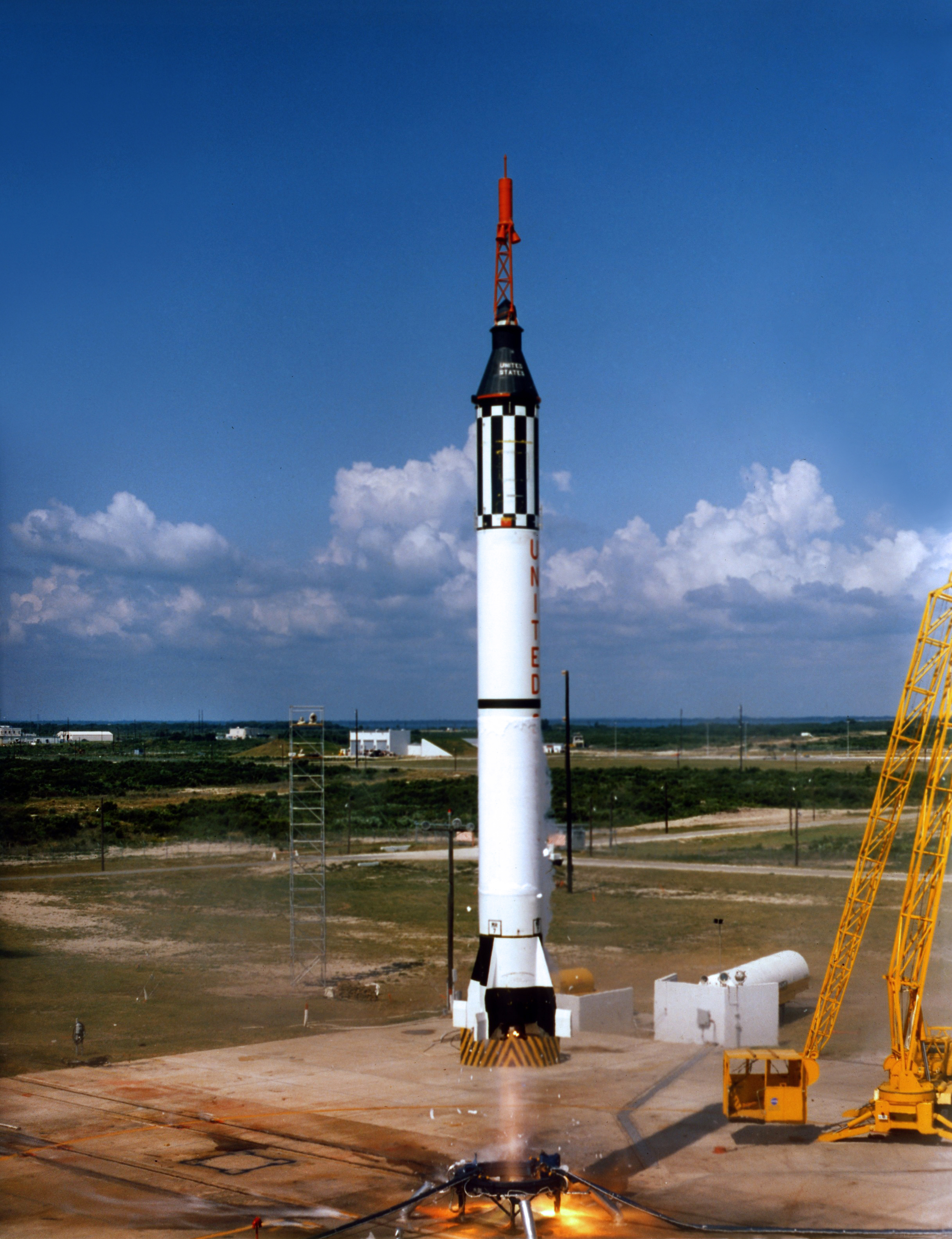
lancering van de Mercury Redstone 3
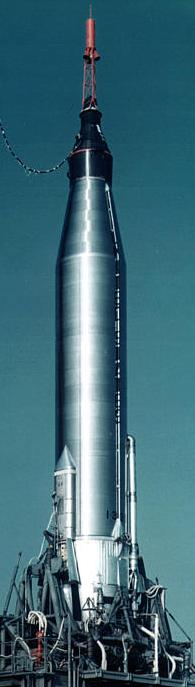
lancering van de Mercury Atlas 9
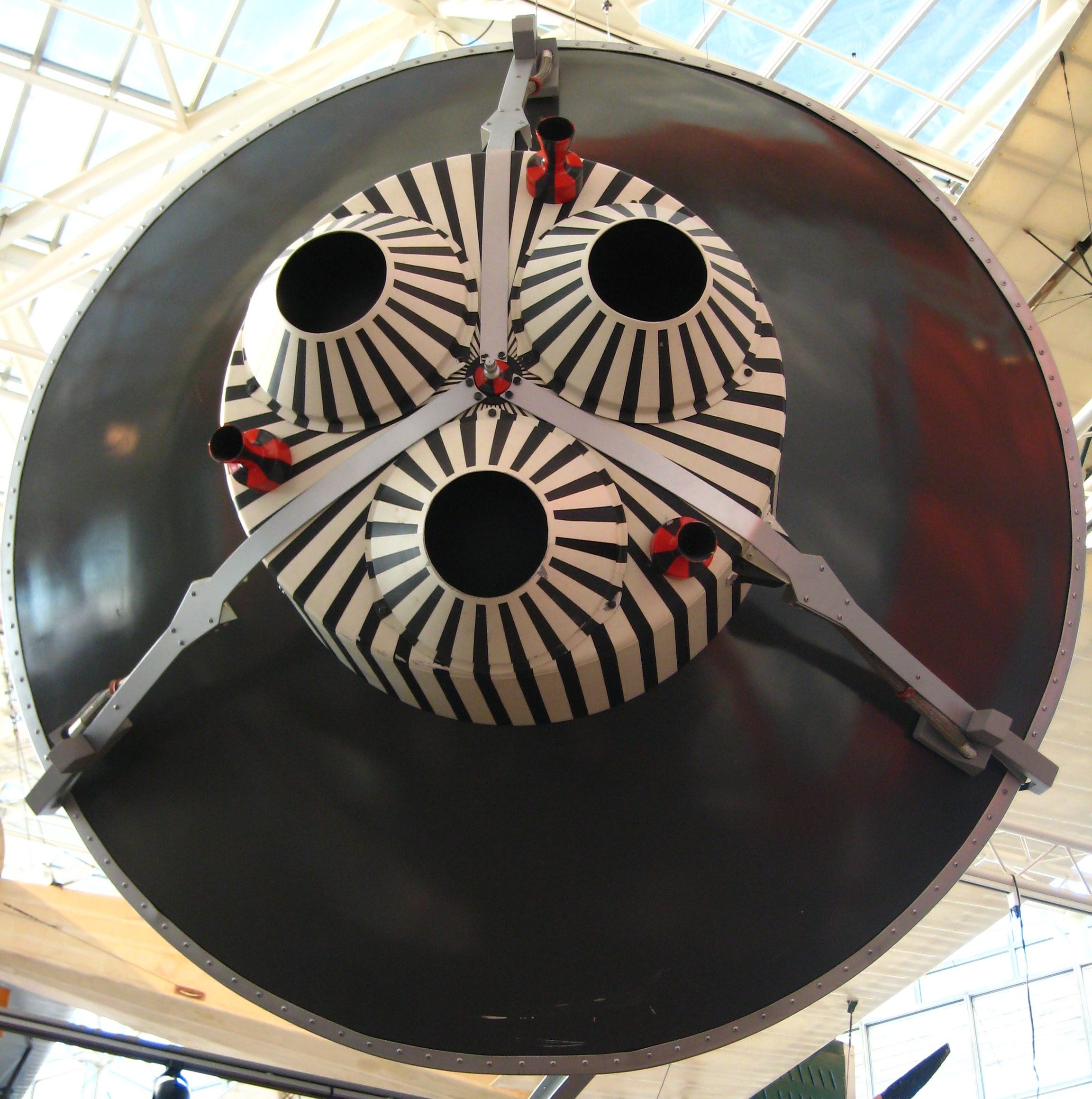
Replica van Mercury's hitteschild